# Halichoeres melanurus
Halichoeres melanurus es una especie de peces de la familia Labridae en el orden de los Perciformes.

## Morfología
Los machos pueden llegar alcanzar los 12 cm de longitud total.

## Distribución geográfica
Se encuentra desde Japón hasta la Gran Barrera de Coral, Samoa y Tonga. Es sustituido por Halichoeres vrolikii en el océano Índico.